# Littlest Things
«Littlest Things» es una canción de pop escrita por Lily Allen, y producida por Mark Ronson. La canción fue el tercer sencillo del álbum debut de Lily, Alright, Still. El sencillo se posicionó como número 21 en el Reino Unido.
El B-Side "U killed it" fue un retoque de estudio de su demo "Sunday morning", extraída de sus mixtapes.
Los samples de piano han sido extraídos de la pieza instrumental de la película erótica "Emmanuelle" (1974), que fue compuesta por Pierre Bachelet and Herve Roy. 
La letra habla de cómo uno recuerda una relación amorosa ya terminada.

## Video
El video comienza con un piano tocándose automáticamente y va hacia una escena de Lily Allen grabando una película en blanco y negro, hablando de una relación amorosa. Hacia el final, regresa al estudio de grabación cuando la canción termina.